# 薮口康夫
薮口 康夫（やぶぐち やすお、1963年4月 - ）は、日本の法学者。青山学院大学法務研究科教授。専攻は、民事訴訟法、国際民事訴訟法。

## 学歴
上智大学法学部卒業、同大学院法学研究科博士後期課程単位取得退学。

## 職歴
- 1993年　上智大学法学部助手
- 1995年　岩手大学人文社会科学部専任講師
- 1997年　岩手大学人文社会科学部助教授
- 2003年　東北学院大学教養学部助教授
- 2004年　東北学院大学大学院人間情報学研究科教授
- 2007年　大宮法科大学院大学教授
- 2012年　青山学院大学大学院法務研究科教授

## 著作
- 貸手責任と金融倒産（共著・清文社　1997年）
- 金融サービス法と貸手責任（共著・一粒社　2000年）
- 資産流動化の仕組みと実務（共著・新日本法規出版　2002年）
- Q&A　平成15年改正　民事訴訟法の要点（共著・新日本法規出版　2003年）
- Q&A改正担保・執行法の徹底解説（共著・中央経済社　2004年）
- Q&A倒産法改正と民事法の実務（共著・新日本法規出版　2005年）